# Prišleki
Prišleki je obsežen avtobiografski roman v treh delih, ki ga je napisal slovenski pisatelj Lojze Kovačič. Prvič je izšel leta 1984 pri založbi Slovenska matica v Ljubljani in je vseboval prva dva dela, leta 1985 pa je v ločeni knjigi izšel še tretji del. V Celovcu je leta 2004 pri založbi Drava izšel nemški prevod romana z naslovom Die Zugereisten, avgusta istega leta pa je dosegel vrh najbolj branih knjig v Avstriji. Roman se uvršča v sam vrh slovenske moderne proze, leta 1986 je bil tudi nagrajen z  Župančičevo nagrado. 

## Vsebina

### I.del
Prvi del se začne z odhodom družine iz Basla. Zaradi nevarnosti vojne začnejo z izgonom priseljencev iz Švice, med njimi so tudi družina Kovačič. Družina z vlakom odide v Slovenijo oz. takratno Jugoslavijo, saj je oče Slovenec in ima sorodnike na Dolenjskem. Na vlaku so oče, mama, Lojze in Gisela, pozneje v Sloveniji se jim pridruži še Clairi, Lojzetova druga sestra Gritli pa ostane v Švici. Prispejo v Cegelnico na Dolenjskem, kjer se nastanijo pri sorodnikih. Oče sprejme delo v Ljubljani, vendar družino doma vseeno pesti lakota, poleg tega pa se izkaže tudi, da jih sorodniki prezirajo ter jim ne želijo pomagati. Kovačičevi se morajo zato preseliti. Nov dom najdejo v kletni sobi upokojenega oficirja Permeta v Novih Jaršah. Družina ima tudi precejšne težave z jezikom, saj je oče edini, ki zna govoriti slovensko. V jeseni leta 1939 se družina preseli v podstrešno stanovanje mesarja Hama na Bohoričevo ulico. Lojze dobi od svoje sestre iz Švice uro, katero pa družina skrivoma proda, saj jim denarja hudo primanjkuje. Ko Lojze izve, se jim maščuje tako, da si v trafiki v imenu družine izposoja denar ter si z njim plačuje kino in sladkarije. Družina to kmalu izve, zato Lojze za kratek čas pobegne od doma. Temu kmalu sledi nova selitev na Mestni trg, kjer Lojze spozna Ivana in Karla. Oče kmalu porabi še njihove zadnje prihranke, ko na Dolenjskem pri bratu odpre kunčjo farmo, katero pa kmalu oropajo partizani. Lojze se mora zaradi pritiskov njihovih nemških stanodajalcev pridružiti Hitlerjevi mladini, po italijanski okupaciji pa se prvi del trilogije konča. 

### II.del
Drugi del se začne z italijansko okupacijo. V tem času so morali prebivalci italijanski oblasti vračati naropane stvari iz vojašnic bivše jugoslovanske vojske, Kovačičevi pa so jih skrili in obdržali. Kmalu so se pričele tudi težave z Giselino nogo, za kar pa zdravnik ni mogel ugotoviti vzroka. Nogo so ji oblekli v mavec, ker pa družina ni imela vozička, so jo morali sami prenašati okoli. Lojze kmalu spozna Tatjano, s katero doživi prvi spolni odnos, v katerem pa ne uživa. Tatjana mu kmalu postane nadležna, saj zadovoljuje tudi njegova prijatelja Francija in Ivana. Kovačičevi začnejo razmišljati o selitvi v Nemčijo, kar pa Lojzetu ni všeč. Kasneje se zopet zaplete v spolno igro s prijatelji in Tatjano, a se kmalu ne želi več družiti z njo, zato začne hoditi v kino s prijateljem Andrejem, njegovo mamo in polsestro Nevo, katera mu postane všeč. Prijatelj ga kasneje zopet pregovori v spolne igre s Tatjano, a mu tokrat uspe uiti. Med tem časom Gisela dobi protezo, ki ji olajša hojo, družina pa še vedno razmišlja o selitvi v Nemčijo. Kmalu za tem si Lojze prizadeva dobiti naklonjenost Ivke, zato zanjo nakrade kunčje kože, a kmalu spozna da ga je Ivka le izkoristila. Družina kmalu izve za krajo, zato dobi Lojze od matere nekaj udarcev. Temu sledi še več slabih novic za družino, saj izvedo da je njihova kunčja farma na Dolenjskem zgorela, stanodajalka pa jih izseli. Družina se zopet preseli v novo hišo, kjer imajo na voljo le dve sobi, Lojze pa se zbliža s sosednjo družino Hirol, še posebej z dekletom Fani. Lojze ji obljubi, da jo bo odpeljal na Dolenjsko, kjer bo varna pred težavnim očimom, a se kmalu spet oddaljita. Kovačičevi po telesnem pregledu postanejo pripadniki nemškega rajha, a se odločijo, da se ne bodo preselili v Nemčijo. Lojze začne  prodajati svoje slike v zameno za denar za svojo družino in se udeleži tekmovanja, kjer spozna da le ni tako dober. Kmalu začne brati knjige in pisati, spozna tudi dva nova prijatelja, Julija Moharja in Martina Gorjanca. Nastopi tudi huda revščina in lakota, ko pridejo na oblast Nemci. Lojze in Julijan se želita pridružiti domobrancem, kar uspe le slednjemu. Clairi se začne dobivati z narednikom Jensom, oče pa kmalu resno zboli in umre, kar pahne družino v še večjo revščino. Lojze se še naprej posveča pisanju, pri čemer mu pomaga učiteljica Komar. Kmalu je njegova črtica objavljena v Slovenski mladini. Vojna se po Hitlerjevi smrti konča, partizani pa se približujejo Ljubljani. Drugi del se konča z boleznijo Lojzetove matere.

### III.del
Zadnji del se začne z osvoboditvijo Ljubljane 9. maja. Lojze, mama, Clairi in Gisela hodijo po mestu, ker si ne upajo v stanovanje zaradi nasilnih navdušencev, ki slavijo zmago. Domov se vrnejo šele ponoči. Lojze se kmalu pridruži skupini pisateljev, s katerimi izdajo glasilo Mlada zarja, ob ustanavljanju Mladinske revije pa začne prijateljevati z mladimi kulturniki, kateri pozneje postanejo uveljavljeni literarni ustvarjalci. Pisatelj jih v romanu navaja z drugimi imeni. Zaradi nemškega porekla družino izženejo iz Jugoslavije, Lojze pa ostane zaradi pomoči uveljavljenih pisateljev. Kmalu ga zaprejo v zapor, po treh mesecih pa se preseli v Učiteljski dom, kjer spozna Daneta Zajca. Zaradi slabega dela v šoli mora internat kmalu zapustiti, zato živi v Ljubljani kot brezdomec. Poleg mnogih razmerij z ženskami ima še vedno težave v šoli, medtem pa njegova mama, Clairi in Gisela živijo v Avstriji blizu meje, kjer komaj shajajo. Roman se zaključi leta 1948, ko Lojze prispe v enoto v Makedoniji.

## Izdaje
- Prva izdaja iz leta 1984, 1. in 2. del (COBISS)
- Prva izdaja iz leta 1985, 3. del (COBISS)
- Izdaja iz leta 2007, ki vsebuje vse tri dele (COBISS)[mrtva povezava]